# 布里亚蒂科
布里亚蒂科（義大利語：Briatico），是意大利维博瓦伦蒂亚省的一个市镇。总面积27.76平方公里，人口4104人，人口密度147.8人/平方公里（2009年）。